# 阿爾弗雷多巴克里索莫雷諾縣
1°55′S 79°31′W / 1.917°S 79.517°W
阿爾弗雷多巴克里索莫雷諾縣（西班牙語：Cantón Alfredo Baquerizo Moreno），是厄瓜多爾的縣份，位於該國中部，由瓜亞斯省負責管轄，面積216平方公里，2001年人口19,982，人口密度每平方公里92.51人。